# Psechrus decollatus
Espèce
Psechrus decollatus est une espèce d'araignées aranéomorphes de la famille des Psechridae.

## Distribution
Cette espèce est endémique de Java en Indonésie,. Elle a été découverte dans le parc national de Bromo-Tengger-Semeru.

## Publication originale
- Bayer, 2012 : The lace-sheet-weavers--a long story (Araneae: Psechridae: Psechrus). Zootaxa, no 3379, p. 1-170.